# Cyprinodon fontinalis
Cyprinodon fontinalis é uma espécie de peixe da família Cyprinodontidae.
É endémica do México.